# Scaris fervida
Scaris fervida är en insektsart som beskrevs av Walker 1851. Scaris fervida ingår i släktet Scaris och familjen dvärgstritar. Inga underarter finns listade i Catalogue of Life.